# 2015-ös madridi műugró-Grand Prix-verseny
A Nemzetközi Úszószövetség (FINA) 2015-ben a 21. alkalommal rendezte meg június 26. és június 28. között a műugró-Grand Prix-versenysorozatot, melynek ötödik állomása a spanyol főváros, Madrid volt.

## Eredmények

### Éremtáblázat
| #        | nemzet        | arany | ezüst | bronz | összesen |
| 1        | Kína          | 7     | 1     | 2     | 10       |
| 2        | Lengyelország | 1     | 0     | 1     | 2        |
| 3        | Ausztrália    | 0     | 2     | 0     | 2        |
| 3        | Mexikó        | 0     | 2     | 0     | 2        |
| 5        | Norvégia      | 0     | 1     | 1     | 2        |
| 6        | Ausztria      | 0     | 1     | 0     | 1        |
| 6        | Hollandia     | 0     | 1     | 0     | 1        |
| 8        | Kanada        | 0     | 0     | 2     | 2        |
| 9        | Oroszország   | 0     | 0     | 1     | 1        |
| 9        | Puerto Rico   | 0     | 0     | 1     | 1        |
| összesen | összesen      | 8     | 8     | 8     | 24       |

### Éremszerzők
| versenyszám   | arany                                                     | ezüst                                | bronz                                           |
| férfiak       |                                                           |                                      |                                                 |
| 3 m           | Andrzej Rzeszutek                                         | Constantin Blaha                     | Csung Vej (Zhong Wei)                           |
| 3 m szinkron  | Csung Vej (Zhong Wei) / Tiao Cse-kuang (Diao Zhiguang)    | Julio Rodríguez / Diego García       | Kacper Lesiak / Andrzej Rzeszutek               |
| 10 m          | Huang Po-ven (Huang Bowen)                                | Domonic Bedggood                     | Huang Ce-kan (Huang Zigan)                      |
| 10 m szinkron | Huang Ce-kan (Huang Zigan) / Cao Li-cse (Cao Lizhi)       | Espen Valheim / Filip Julius Devor   | Kirill Szivincev / Dmitrij Hatuncev             |
| nők           |                                                           |                                      |                                                 |
| 3 m           | Hszü Cse-huan (Xu Zhihuan)                                | Georgia Sheehan                      | Melissa Citrini-Baulieu                         |
| 3 m szinkron  | Csia Tung-csin (Jia Dongjin) / Hszü Cse-huan (Xu Zhihuan) | Inge Jansen / Uschi Freitag          | Jeniffer Fernández / Luisa Maria Jiménez        |
| 10 m          | Csi Sze-jü (Ji Siyu)                                      | Szo Mi-ja (Suo Miya)                 | Celina Toth                                     |
| 10 m szinkron | Ting Ja-jing (Ding Yaying) / Csi Sze-jü (Ji Siyu)         | Viviana Del Angel / Azucena Salmorán | Julie Synnøve Thorsen / Thelma Baatz Strandberg |

## A versenyen részt vevő nemzetek
A Grand Prix-n 18 nemzet 74 sportolója – 38 férfi és 36 nő – vett részt, az alábbi megbontásban:
| Részt vevő nemzetek férfi / nő megbontásban | Részt vevő nemzetek férfi / nő megbontásban | Részt vevő nemzetek férfi / nő megbontásban | Részt vevő nemzetek férfi / nő megbontásban | Részt vevő nemzetek férfi / nő megbontásban | Részt vevő nemzetek férfi / nő megbontásban | Részt vevő nemzetek férfi / nő megbontásban | Részt vevő nemzetek férfi / nő megbontásban | Részt vevő nemzetek férfi / nő megbontásban |
| ------------------------------------------- | ------------------------------------------- | ------------------------------------------- | ------------------------------------------- | ------------------------------------------- | ------------------------------------------- | ------------------------------------------- | ------------------------------------------- | ------------------------------------------- |
| nemzet                                      | F                                           | N                                           | nemzet                                      | F                                           | N                                           | nemzet                                      | F                                           | N                                           |
| Ausztrália                                  | 1                                           | 4                                           | Jamaica                                     | 1                                           | 0                                           | Mexikó                                      | 4                                           | 3                                           |
| Ausztria                                    | 2                                           | 0                                           | Kanada                                      | 2                                           | 4                                           | Norvégia                                    | 3                                           | 2                                           |
| Chile                                       | 2                                           | 3                                           | Kína                                        | 5                                           | 6                                           | Oroszország                                 | 4                                           | 2                                           |
| Franciaország                               | 3                                           | 0                                           | Kolumbia                                    | 2                                           | 1                                           | Puerto Rico                                 | 0                                           | 3                                           |
| Görögország                                 | 1                                           | 0                                           | Lengyelország                               | 2                                           | 1                                           | Spanyolország                               | 3                                           | 2                                           |
| Hollandia                                   | 1                                           | 3                                           | Litvánia                                    | 0                                           | 1                                           | Svédország                                  | 2                                           | 1                                           |

F = férfi, N = nő

## Versenyszámok

### Férfiak

#### 3 méteres műugrás
| #  | Ország        | Név                            | Selejtező | Selejtező | Középdöntő | Középdöntő | Középdöntő | Középdöntő | Döntő   | Döntő  |
| #  | Ország        | Név                            | Selejtező | Selejtező | A          | A          | B          | B          | Döntő   | Döntő  |
| #  | Ország        | Név                            | Rangsor   | Pontok    | Rangsor    | Pontok     | Rangsor    | Pontok     | Rangsor | Pontok |
| -- | ------------- | ------------------------------ | --------- | --------- | ---------- | ---------- | ---------- | ---------- | ------- | ------ |
|    | Lengyelország | Andrzej Rzeszutek              | 3         | 399,40    |            |            | 1          | 414,40     | 1       | 426,15 |
|    | Ausztria      | Constantin Blaha               | 6         | 370,20    |            |            | 3          | 393,35     | 2       | 420,65 |
|    | Kína          | Csung Vej (Zhong Wei)          | 1         | 417,45    |            |            | 2          | 413,40     | 3       | 411,40 |
| 4  | Görögország   | Sztefanosz Paparunasz          | 5         | 381,00    | 2          | 399,70     |            |            | 4       | 410,75 |
| 5  | Kína          | Tiao Cse-kuang (Diao Zhiguang) | 2         | 412,25    | 1          | 407,80     |            |            | 5       | 408,45 |
| 6  | Svédország    | Jesper Tolvers                 | 9         | 358,55    |            |            |            |            | 6       | 367,65 |
|    |               |                                |           |           |            |            |            |            |         |        |
| 7  | Hollandia     | Yorich de Bruijn               | 11        | 356,30    | 3          | 381,10     |            |            |         |        |
| 8  | Svédország    | Vinko Paradzik                 | 7         | 369,95    | 4          | 378,80     |            |            |         |        |
| 9  | Mexikó        | Juan Celaya                    | 4         | 386,40    |            |            | 5          | 374,25     |         |        |
| 10 | Norvégia      | Espen Gije Bergslien           | 26        | 365,60    |            |            | 6          | 368,25     |         |        |
| 11 | Spanyolország | Nicolás García Boissier        | 8         | 365,60    | 5          | 367,70     |            |            |         |        |
| 12 | Spanyolország | Alberto Arévalo Alcón          | 10        | 356,75    |            |            | 6          | 311,30     |         |        |
|    |               |                                |           |           |            |            |            |            |         |        |
| 13 | Spanyolország | Héctor García Boissier         | 12        | 333,00    |            |            |            |            |         |        |
| 14 | Kolumbia      | Miguel Reyes Abadia            | 13        | 328,60    |            |            |            |            |         |        |
| 15 | Jamaica       | Yona Knight-Wisdom             | 14        | 327,45    |            |            |            |            |         |        |
| 16 | Chile         | Donato Neglia                  | 15        | 327,30    |            |            |            |            |         |        |
| 17 | Norvégia      | Espen Valheim                  | 16        | 318,55    |            |            |            |            |         |        |
| 18 | Lengyelország | Kacper Lesiak                  | 17        | 317,80    |            |            |            |            |         |        |
| 19 | Chile         | Diego Carquin                  | 18        | 317,15    |            |            |            |            |         |        |
| 20 | Oroszország   | Ilja Kuzmin                    | 19        | 315,95    |            |            |            |            |         |        |
| 21 | Mexikó        | Julio Rodríguez                | 20        | 312,25    |            |            |            |            |         |        |
| 22 | Franciaország | Gwendal Bisch                  | 21        | 293,00    |            |            |            |            |         |        |
| 23 | Kanada        | Cam McLean                     | 22        | 279,60    |            |            |            |            |         |        |
| 24 | Oroszország   | Dmitrij Hatuncev               | 23        | 273,75    |            |            |            |            |         |        |
| 25 | Kolumbia      | Erick Caicedo Ruiz             | 24        | 249,05    |            |            |            |            |         |        |
| 26 | Ausztria      | Fabian Brandl                  | 25        | 220,55    |            |            |            |            |         |        |

#### 3 méteres szinkronugrás
| # | Ország        | Név                                                    | Pontok |
| - | ------------- | ------------------------------------------------------ | ------ |
|   | Kína          | Csung Vej (Zhong Wei) / Tiao Cse-kuang (Diao Zhiguang) | 395,49 |
|   | Mexikó        | Julio Rodríguez / Diego García                         | 375,75 |
|   | Lengyelország | Kacper Lesiak / Andrzej Rzeszutek                      | 365,40 |
| 4 | Spanyolország | Héctor García Boissier / Nicolás García Boissier       | 362,49 |
| 5 | Ausztria      | Constantin Blaha / Fabian Brandl                       | 337,38 |
| 6 | Chile         | Diego Carquin / Donato Neglia                          | 314,10 |
| 7 | Norvégia      | Espen Valheim / Filip Julius Devor                     | 301,26 |

#### 10 méteres toronyugrás
| #  | Ország        | Név                        | Selejtező | Selejtező | Középdöntő | Középdöntő | Középdöntő | Középdöntő | Döntő   | Döntő  |
| #  | Ország        | Név                        | Selejtező | Selejtező | A          | A          | B          | B          | Döntő   | Döntő  |
| #  | Ország        | Név                        | Rangsor   | Pontok    | Rangsor    | Pontok     | Rangsor    | Pontok     | Rangsor | Pontok |
| -- | ------------- | -------------------------- | --------- | --------- | ---------- | ---------- | ---------- | ---------- | ------- | ------ |
|    | Kína          | Huang Po-ven (Huang Bowen) | 2         | 460,35    | 1          | 464,60     |            |            | 1       | 493,90 |
|    | Ausztrália    | Domonic Bedggood           | 4         | 403,90    | 2          | 463,65     |            |            | 2       | 471,50 |
|    | Kína          | Huang Ce-kan (Huang Zigan) | 1         | 470,70    | 2          | 463,65     | 1          | 488,05     | 3       | 463,25 |
| 4  | Svédország    | Jesper Tolvers             | 3         | 410,65    |            |            | 2          | 417,15     | 4       | 410,55 |
| 5  | Kanada        | Dylan Grisell              | 5         | 394,75    |            |            | 3          | 395,25     | 5       | 251,60 |
|    |               |                            |           |           |            |            |            |            |         |        |
| 6  | Oroszország   | Magomed Gjulev             | 8         | 365,10    | 4          | 388,70     |            |            |         |        |
| 7  | Norvégia      | Espen Valheim              | 7         | 379,85    |            |            | 4          | 375,65     |         |        |
| 8  | Mexikó        | David Koch                 | 10        | 299,40    | 5          | 333,45     |            |            |         |        |
| 9  | Franciaország | Alexis Jandard             | 6         | 391,65    | 6          | 330,15     |            |            |         |        |
| 10 | Franciaország | Aurelien Bonnaud           | 9         | 308,00    |            |            | 5          | 290,60     |         |        |

#### 10 méteres szinkronugrás
| # | Ország      | Név                                                 | Pontok |
| - | ----------- | --------------------------------------------------- | ------ |
|   | Kína        | Huang Ce-kan (Huang Zigan) / Cao Li-cse (Cao Lizhi) | 438,09 |
|   | Norvégia    | Espen Valheim / Filip Julius Devor                  | 333,15 |
|   | Oroszország | Kirill Szivincev / Dmitrij Hatuncev                 | 325,86 |

### Nők

#### 3 méteres műugrás
| #  | Ország        | Név                         | Selejtező | Selejtező | Középdöntő | Középdöntő | Középdöntő | Középdöntő | Döntő   | Döntő  |
| #  | Ország        | Név                         | Selejtező | Selejtező | A          | A          | B          | B          | Döntő   | Döntő  |
| #  | Ország        | Név                         | Rangsor   | Pontok    | Rangsor    | Pontok     | Rangsor    | Pontok     | Rangsor | Pontok |
| -- | ------------- | --------------------------- | --------- | --------- | ---------- | ---------- | ---------- | ---------- | ------- | ------ |
|    | Kína          | Hszü Cse-huan (Xu Zhihuan)  | 5         | 271,40    |            |            | 1          | 321,60     | 1       | 327,40 |
|    | Ausztrália    | Georgia Sheehan             | 11        | 243,10    |            |            | 3          | 295,00     | 2       | 319,30 |
|    | Kanada        | Melissa Citrini-Baulieu     | 7         | 259,70    |            |            | 2          | 299,00     | 3       | 312,60 |
| 4  | Hollandia     | Uschi Freitag               | 4         | 273,20    | 1          | 309,45     |            |            | 4       | 311,05 |
| 5  | Hollandia     | Inge Jansen                 | 8         | 256,70    | 3          | 284,10     |            |            | 5       | 292,80 |
| 6  | Ausztrália    | Anabelle Smith              | 2         | 287,15    | 2          | 290,10     |            |            | 6       | 272,05 |
|    |               |                             |           |           |            |            |            |            |         |        |
| 7  | Kína          | Liu Ling-zsuj (Liu Lingrui) | 1         | 288,60    |            |            | 4          | 284,30     |         |        |
| 8  | Kanada        | Caeli McKay                 | 10        | 249,85    | 4          | 279,55     |            |            |         |        |
| 9  | Oroszország   | Jekatyerina Ukolova         | 3         | 274,60    |            |            | 5          | 275,45     |         |        |
| 10 | Spanyolország | Rocío Velázquez Roldán      | 6         | 261,60    | 5          | 252,60     |            |            |         |        |
| 11 | Spanyolország | Claudia Gilabert            | 12        | 241,80    | 6          | 250,30     |            |            |         |        |
| 12 | Mexikó        | Viviana Del Angel           | 9         | 251,35    |            |            | 6          | 180,45     |         |        |
|    |               |                             |           |           |            |            |            |            |         |        |
| 13 | Puerto Rico   | Jeniffer Fernández          | 13        | 232,35    |            |            |            |            |         |        |
| 14 | Oroszország   | Jelena Csernyih             | 14        | 231,30    |            |            |            |            |         |        |
| 14 | Puerto Rico   | Luisa Maria Jiménez         | 14        | 231,30    |            |            |            |            |         |        |
| 16 | Svédország    | Daniella Nero               | 16        | 229,00    |            |            |            |            |         |        |
| 17 | Mexikó        | Laura Vázquez               | 17        | 228,80    |            |            |            |            |         |        |
| 18 | Litvánia      | Indre Marija Girdauskaite   | 18        | 194,35    |            |            |            |            |         |        |
| 19 | Norvégia      | Thelma Baatz Strandberg     | 19        | 192,30    |            |            |            |            |         |        |
| 20 | Chile         | Paula Sotomayor             | 20        | 183,95    |            |            |            |            |         |        |
| 21 | Lengyelország | Patrycia Pyrzak             | 21        | 178,20    |            |            |            |            |         |        |
| 22 | Chile         | Wendy Espina                | 22        | 146,15    |            |            |            |            |         |        |

#### 3 méteres szinkronugrás
| # | Ország      | Név                                                       | Pontok |
| - | ----------- | --------------------------------------------------------- | ------ |
|   | Kína        | Csia Tung-csin (Jia Dongjin) / Hszü Cse-huan (Xu Zhihuan) | 326,10 |
|   | Hollandia   | Inge Jansen / Uschi Freitag                               | 295,20 |
|   | Puerto Rico | Jeniffer Fernández / Luisa Maria Jiménez                  | 249,06 |
| 4 | Mexikó      | Laura Vázquez / Viviana Del Angel                         | 240,81 |
| 5 | Chile       | Paula Sotomayor / Wendy Espina                            | 184,32 |

#### 10 méteres toronyugrás
| #  | Ország      | Név                  | Selejtező | Selejtező | Középdöntő | Középdöntő | Középdöntő | Középdöntő | Döntő   | Döntő  |
| #  | Ország      | Név                  | Selejtező | Selejtező | A          | A          | B          | B          | Döntő   | Döntő  |
| #  | Ország      | Név                  | Rangsor   | Pontok    | Rangsor    | Pontok     | Rangsor    | Pontok     | Rangsor | Pontok |
| -- | ----------- | -------------------- | --------- | --------- | ---------- | ---------- | ---------- | ---------- | ------- | ------ |
|    | Kína        | Csi Sze-jü (Ji Siyu) | 2         | 353,40    | 1          | 345,85     |            |            | 1       | 372,45 |
|    | Kína        | Szo Mi-ja (Suo Miya) | 1         | 374,60    |            |            | 1          | 353,55     | 2       | 356,95 |
|    | Kanada      | Celina Toth          | 3         | 308,25    |            |            | 2          | 316,00     | 3       | 318,00 |
| 4  | Ausztrália  | Emily Meaney         | 6         | 273,00    | 2          | 306,55     |            |            | 4       | 295,90 |
| 5  | Ausztrália  | Teju Williamson      | 7         | 262,90    |            |            | 3          | 277,40     | 5       | 289,90 |
| 6  | Hollandia   | Celine van Duijn     | 8         | 256,30    | 3          | 281,35     |            |            | 6       | 280,85 |
|    |             |                      |           |           |            |            |            |            |         |        |
| 7  | Kanada      | Eloise Belanger      | 4         | 277,40    | 4          | 266,15     |            |            |         |        |
| 8  | Mexikó      | Azucena Salmorán     | 5         | 275,50    |            |            | 4          | 244,45     |         |        |
| 9  | Kolumbia    | Sara Pérez           | 9         | 230,55    |            |            | 5          | 237,60     |         |        |
| 10 | Oroszország | Jekatyerina Ukolova  | 10        | 224,95    | 5          | 222,30     |            |            |         |        |
| 11 | Mexikó      | Viviana Del Angel    | 11        | 215,55    |            |            |            |            |         |        |

#### 10 méteres szinkronugrás
| # | Ország   | Név                                               | Pontok |
| - | -------- | ------------------------------------------------- | ------ |
|   | Kína     | Ting Ja-jing (Ding Yaying) / Csi Sze-jü (Ji Siyu) | 313,38 |
|   | Mexikó   | Viviana Del Angel / Azucena Salmorán              | 263,46 |
|   | Norvégia | Julie Synnøve Thorsen / Thelma Baatz Strandberg   | 235,89 |